# Flarktjärnen (Haverö socken, Medelpad, 691862-148426)
Flarktjärnen är en sjö i Ånge kommun i Medelpad och ingår i Ljungans huvudavrinningsområde.